# T Cephei
T Cephei är en förmörkelsevariabel av Mira Ceti-typ  i stjärnbilden Cepheus. 
Stjärnan varierar mellan magnitud +5,2 och 11,3 med en period av 388,14 dygn.